# Bitwa pod Niskiem
Bitwa pod Niskiem miała miejsce 28 marca 1656 roku podczas II wojny północnej.
Karol Gustaw idąc na południe Polski zamierzał zdusić polski opór w zarodku, jednak nieudane walki nad Sanem (bitwa pod Jarosławiem) i znaczna siła wojsk Jana Kazimierza pod Lwowem skłoniły Karola Gustawa do podjęcia decyzji o odwrocie. Odwrót spod Jarosławia odbywał się w niezwykle ciężkich warunkach pogodowych, którym towarzyszyły nękające działania partyzantki i dywizji Stefana Czarnieckiego. Według szwedzkiego kronikarza Samuela Pufendorfa armia szwedzka podczas odwrotu spod Jarosławia poniosła największe straty podczas wojny w Polsce.
Gdy 28 marca wojska szwedzkie rozbiły obóz pod Niskiem, głodni i zmęczeni długim marszem żołnierze rozjechali się w poszukiwaniu żywności. W obozie pod osłoną niezbyt licznych straży pozostali głównie chorzy i ranni. Czarniecki postanowił to wykorzystać i zaatakował wieczorem armię szwedzką. Gdy jazda koronna wdarła się do środka obozu, król szwedzki podobno osobiście wystrzelił z działa i bił w bęben, by zaalarmować swą armię. Poszukujące żywności oddziały natychmiast ruszyły na pomoc i zaczęły skupiać się wokół swego wodza.
Zgodnie z planem pułkownik Aleksander Hilary Połubiński z częścią sił zaatakować miał obóz szwedzki z drugiej strony, jednak na skutek nieporozumienia nie przybył na pole bitwy. W tej sytuacji wojska polskie znalazły się wkrótce w obliczu niemal całej armii Karola Gustawa i zostały wyparte. Doszło nawet do sytuacji, w której Czarniecki omal nie dostał się do niewoli. Polski plan zawiódł, a armia szwedzka kolejny raz potwierdziła swoje wysokie walory bojowe. Jedynym sukcesem Czarnieckiego było to, że reszta wojsk kwarcianych, które stały przy Szwedach, przeszła na stronę Jana Kazimierza.
Kilka dni później armia szwedzka znalazła się w widłach Wisły i Sanu, gdzie została zablokowana przez siły marszałka Lubomirskiego i regimentarza Stefana Czarnieckiego oraz armię litewską Pawła Sapiehy.

## Literatura
- Leszek Podhorodecki, Rapier i koncerz, Warszawa 1985, ISBN 83-05-11452-X, str. 300